# Ринне, Якоб
Якоб Карл Андерс Ринне (швед. Jacob Karl Anders Rinne; 20 июня 1993 Шёвде, Швеция) — шведский футболист, вратарь клуба «Юргорден».

## Клубная карьера

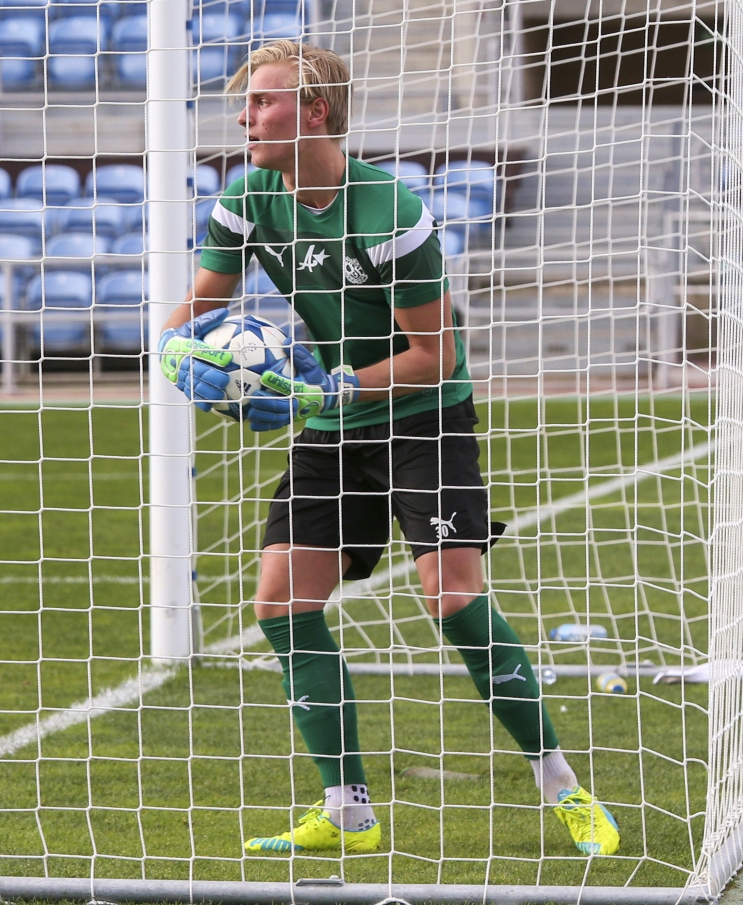
Ринне в составе «Эребру»

Ринне начал карьеру в клубе «Лакса» из своего родного города. В 2010 году он перешёл в «Форвард» из Первого дивизиона Швеции. За команду Якоб отыграл три сезона. В 2013 году Ринне присоединился к «Эребру», но первые полгода провёл в аренде в «Форварде». 30 марта 2014 года в матче против «Хальмстада» он дебютировал в Аллсвенскан лиге.
Летом 2016 года Якоб перешёл в бельгийский «Гент». 31 июля в матче против «Кортрейка» он дебютировал в Жюпиле лиге.
Летом 2017 года Ринне перешёл в датский «Ольборг». В матче против «Силькеборга» он дебютировал в датской Суперлиге.

## Международная карьера
Летом того же года в составе молодёжной сборной Швеции Якоб выиграл молодёжный чемпионат Европы в Чехии. На турнире он был запасным и на поле не вышел.
10 января 2016 года в товарищеском матче против сборной Финляндии Ринне дебютировал за сборную Швеции. заменив во втором тайме Патрика Карлгрена.

## Достижения
Швеция (до 21)
- Молодёжный чемпионат Европы — 2015